# Indonesia en los Juegos Paralímpicos de Tokio 2020
Indonesia estuvo representada en los Juegos Paralímpicos de Tokio 2020 por un total de veintitrés deportistas, catorce hombres y nueve mujeres.

## Medallistas
El equipo paralímpico indonesio obtuvo las siguientes medallas:
| Nombre                                | Deporte                   | Evento                   |
| ------------------------------------- | ------------------------- | ------------------------ |
| Oro                                   |                           |                          |
| Leani Ratri Oktila Khalimatus Sadiyah | Bádminton                 | Dobles SL3-SU5 femenino  |
| Leani Ratri Oktila Hary Susanto       | Bádminton                 | Dobles SL3-SU5 mixto     |
| Plata                                 |                           |                          |
| Dheva Anrimusthi                      | Bádminton                 | Individual SU5 masculino |
| Leani Ratri Oktila                    | Bádminton                 | Individual SL4 femenino  |
| Ni Nengah Widiasih                    | Levantamiento de potencia | –41 kg femenino          |
| Bronce                                |                           |                          |
| Saptoyoga Purnomo                     | Atletismo                 | 100 m T37 masculino      |
| Fredy Setiawan                        | Bádminton                 | Individual SL4 masculino |
| Suryo Nugroho                         | Bádminton                 | Individual SU5 masculino |
| David Jacobs                          | Tenis de mesa             | Individual 10 masculino  |